# Уикендът на Остерман
„Уикендът на Остерман“ (на английски: The Osterman Weekend) е американски трилър, излязъл по екраните през 1983 година, режисиран от Сам Пекинпа, сценарият е по едноименния роман на Робърт Лъдлъм.

## Сюжет
Внимание:  Текстът по-долу разкрива сюжета на произведението (или части от него)!
Директорът на ЦРУ Максуел Данфорт гледа запис на агент Лорънс Фасет и жена му, които правят секс. Когато Фасет влиза в банята, за да си вземе душ, двама убийци от КГБ влизат в спалнята и убиват жена му. ЦРУ всъщност е одобрило нейното убийство. Фасет, без да знае за участието на своя работодател, е погълнат от скръб и ярост. Той преследва убийците, като в крайна сметка разкрива съветска шпионска мрежа, известна като „Омега“.
Трима от най-добрите агенти в мрежата „Омега“ са Бърнард Остърман, телевизионен продуцент, който разбира от бойни изкуства; Ричард Тремейн, пластичен хирург; и борсовия агент Джоузеф Кардоун. Вместо да арестува тримата членове, което би разтревожило КГБ, Фасет предлага на директора на ЦРУ да обърнат един от тях на страната на Запада, за да разкрият по-ефективно цялата мрежа. Фасет вижда възможност в Джон Танер, противоречив телевизионен журналист, който е силно критичен към злоупотребите с власт от правителството. Танер е близък приятел с тримата агенти, четиримата са били заедно в Бъркли, и Фасет вярва, че Танер може успешно да вербува един от тях.
ЦРУ се свързва с Танер. Той и Фасет се срещат и Фасет му казва, че най-близките му приятели са агенти на „Омега“. Въпреки че първоначално е много скептичен, Танер става по-убеден, когато Фасет му показва видеозаписи на тримата предатели, които говорят с руснак, когото Фасет идентифицира като агент на КГБ. В три различни видео записа агентът на КГБ обсъжда с Кардоне перспективата за „набелязване“ на Танер, виждайки го като заплаха. Тремейн изразява желанието си да напусне страната, когато „то“ падне; Остерман говори, че иска да види „радикална промяна“ в сегашната система, но дава да се разбере, че се интересува само ако му се плати щедро, като иска сметка в швейцарска банка. Танер в крайна сметка се съгласява да опита да вербува един от тях на годишното им събиране, което предстои през уикенда (тези събирания са наречени „Остерман“, в чест на първоначалния им спонсор Бърни Остерман), което тази година се провежда в къщата на Танер; но само при условие, че Данфорт, директорът на ЦРУ, се появи като гост в предаването му. Данфорт се съгласява с това условие.
Проблемният брак на Танър не се подобрява, когато той моли съпругата си Али да заведе сина им извън града за уикенда, така че двамата да пропуснат срещата. Той не иска те да бъдат замесени, но не може да й каже защо, което я разстройва. Фасет казва на Танер, че жена му и детето му са в по-голяма безопасност у дома, където ЦРУ може да ги държи под око, но Танер не е съгласен. Докато кара жена си и сина си към летището, колата им попада в засада, а Али и детето са отвлечени. С намесата на Фасет те са спасени невредими, а похитителят е застрелян. Междувременно домът на Танер е окабелен със затворено видео, така че Фасет да може да събере повече доказателства. Сега, когато Али знае, че Танер е замесен в ЦРУ (въпреки че не знае подробностите), Танер кара нея и сина им да останат в къщата за уикенда. Фасет се настанява в голям ван на територията на имението с отряд агенти на ЦРУ в покрайнините на имота на Танер.
Остерман, Тремейн и Кардоне пристигат за уикенда, всеки от които наскоро се е сблъсквал с трудности, създадени от ЦРУ, за да ги обезпокои и да ги направи податливи на дезертьорство. Настроението е напрегнато. На втората вечер Фасет изпраща видеозапис до телевизора в трапезарията на Танер, показвайки клип за Швейцария, който се фокусира върху швейцарските банкови сметки и незаконните финансови манипулации. Вирджиния, съпругата на Тремейн, побеснява и Али я удря в лицето. Остерман казва на Танер, че се е забъркал в нещо, което е извън него, и всички се оттеглят по стаите си. Скоро след това синът на Танер открива отсечената глава на семейното куче в хладилника, но се оказва, че е фалшива. На Танър му е писнало и настоява гостите му да си тръгнат. Танер се изправя срещу Фасет и настоява той да арестува заподозрените. Фасет изпраща заповед на охраната на ЦРУ да убие Остерман.
Кардоне, Тремейн и техните съпруги бягат с кемпера на Танер. Танер се изправя срещу Остерман и го напада. Остерман лесно го надделява и иска обяснение. Танер казва, че знае, че Остерман и приятелите му са съветски агенти. Остерман отхвърля обвинението и обяснява, че те са прикривали незаконно пари в швейцарски банкови сметки, за да избегнат данъчното облагане, но настоява, че не са предатели.
Фасет се появява по телевизията и признава, че знае, че Остърман и приятелите му са само укриващи данъци. Фасет убива Тремейн и Кардонес чрез дистанционно детониране на експлозивно устройство в кемпера. Той изпраща войниците си в къщата, за да убият Остерман и Танер. Фасет се подиграва на Танер по време на атаката срещу къщата, разкривайки, че Данфорт е разрешил убийството на жена му. Фасет предлага да освободи семейството на Танер, ако Танер разобличи Данфорт по телевизията.
Малко по-късно Данфорт се подготвя за дистанционното си интервю с Танер. Данфорт е в офиса си и ще говори пред камера и микрофон, обслужвани от телевизионната станция. Танер представя Фасет в ефир и Данфорт се ядосва, когато разбира, че е бил измамен. Фасет, който също е заснет дистанционно, разобличава Данфорт като убиец. Отдалеченото местоположение на Фасет е тайна, но е ясно, че някой идва за него. Разкрива се, че самият Танер е записал предварително въпросите си за двамата мъже и е използвал видео емисия, за да открие Фасет, когото застрелва и убива. След това той спасява жена си, сина си и кучето си.

## В ролите
| Изпълнител      | Роля              |
| --------------- | ----------------- |
| Рютгер Хауер    | Джон Танер        |
| Джон Хърт       | Лорънс Фасет      |
| Крейг Т. Нелсън | Бърнард Остерман  |
| Денис Хопър     | Ричард Тремейн    |
| Крис Сарандън   | Джоузеф Кардоне   |
| Мег Фостър      | Али Танер         |
| Хелън Шейвър    | Вирджиния Тремейн |
| Каси Йейтс      | Бети Кардоун      |
| Санди Макпийк   | Уолтър Стенингс   |
| Кристофър Стар  | Стив Танер        |
| Бърт Ланкастър  | Максуел Данфорт   |